# Eupatula philippinensis
Eupatula philippinensis är en fjärilsart som beskrevs av M.Gaede 1938. Eupatula philippinensis ingår i släktet Eupatula och familjen nattflyn. Inga underarter finns listade i Catalogue of Life.